# مصعب المعمری
مصعب المعمری (عربی: مصعب المعمري؛ زادهٔ ۲۲ ژانویهٔ ۲۰۰۰) بازیکن فوتبال اهل عمان است.
وی همچنین در تیم ملی فوتبال عمان بازی کرده‌است.